# 스테비차 리스티치
스테비차 리스티치(마케도니아어: Стевица Ристиќ, 영어: Stevica Ristić, 1982년 5월 23일 ~ )는 세르비아계 북마케도니아의 전 축구 선수로, 유고슬라비아 사회주의 연방공화국 브르샤츠 출생이다. K리그 등록명은 스테보이다.

## 클럽 경력

### 실렉스
2003년 북마케도니아 1부 리그의 FK 실렉스에서 프로 생활을 시작하였고, 그 해 28경기에 출전하여 18골을 넣어 팀의 준우승에 기여하였다. 그는 2004-05 시즌에 32경기에서 26골을 넣으며 알렉산다르 스토야도프스키와 함께 득점왕에 올랐고, 2005-06 시즌에 31경기에서 27골을 넣으며 2년 연속 득점왕에 올랐다.

### 전북 현대 모터스
2007년 K리그의 전북 현대 모터스로 이적하여2007년 3월 3일 광주 상무 불사조와의 원정 개막전 경기에서 경기 시작 50초만에 골을 터뜨렸고, 2007년 4월 28일 부산 아이파크와의 원정 경기에서 2골을 터뜨려, K리그 통산 9,000호골을 기록하기도 하였다. 또한 5월 20일 대구 FC와의 홈 경기에서 해트트릭을 터뜨리는 등 빼어난 활약을 선보였다. 2007년 25경기에서 13골을 넣으며 득점 순위 3위에 올랐다. 2008년 1월 4일 전북 현대 모터스 신년회 자리에서 지난 시즌 좋은 활약을 펼쳐 MVP를 수상도 하였다.

### 포항 스틸러스
2008년 7월 여름 이적시장을 통해 신광훈과의 맞트레이드로 포항 스틸러스로 임대 이적하였다. 2008년 7월 19일 울산 현대 호랑이와의 홈 경기에서 전반전이 끝난 뒤 '독도는 한국땅'이라는 한글이 적힌 언더셔츠를 보여주는 세레모니를 하였고, 경기 후 스테비차 리스티치는 "최근 독도에 대한 영유권 주장과 관련하여 냉각된 대한민국과 일본 사이의 관계가 자신의 조국인 마케도니아 공화국이 독립하는 과정에서 세르비아계와 알바니아계가 충돌의 역사적 아픔과 같아 직접 언더셔츠에 문구를 새겼다."고 하였다. 2009년 3월 7일 수원 삼성 블루윙즈와의 원정 개막전에서 골을 넣은 뒤 수원 삼성 블루윙즈 서포터 앞으로 달려가 자신 특유의 활시위를 당기는 제스처를 취하는 세레모니를 하다가 퇴장을 당하였다. 그는 2009년 9월 30일 FC 부뇨드코르와의 AFC 챔피언스리그 8강 2차전에서 연장 전반 골을 성공시켜 팀의 4-1 승리에 공헌하였고, 팀은 1, 2차전 합계 결과 4-3으로 앞서, 팀의 4강 진출에 크게 기여하였다. 2009년 10월 7일 FC 서울과의 홈 경기에서 경기 시작 22초만에 골을 터뜨렸다. 2009년 10월 28일 움 살랄 SC와의 AFC 챔피언스리그 4강 2차전에서도 골을 넣어, 팀의 2-1 승리에 공헌하여, 팀의 결승 진출에 기여하였다.

### 부뇨드코르
2010년 우즈벡 리그의 FC 부뇨드코르로 이적하였다.

### 암카르 페름
2010년 8월 30일, 리스티치는 러시아 프리미어리그의 암카르 페름으로 이적하였다.

### 수원 삼성 블루윙즈
2011년 7월 6일, 수원 삼성 블루윙즈가 스테보의 영입을 공식 발표하였다.
2013년 7월 3일 대전전을 끝으로 계약만료로 팀을 떠났다.

### 쇼난 벨마레
2013년 8월 여름이적시장에서 자유계약 선수로 J리그 쇼난 벨마레로 이적했다.

### 전남 드래곤즈
2014년 겨울 이적 시장에서 NK 인테르 자프레시치에서 전남 드래곤즈로 2년 임대되었다. 이에 대해 수원 삼성은 전남 드래곤즈가 스테보를 완전 영입할 시 수원삼성 블루윙즈에게 줘야 하는 이적료를 회피하기 위해 NK 인테르 자프레시치에 스테보를 입단 시키고 임대 형식으로 영입하는 편법을 쓴 것이 아니냐는 의혹을 제기하며 이적료를 받아야 한다고 주장하였으나 전남 드래곤즈는 정상적인 임대 영입이었기 때문에 규정에 따라 이적료를 줘야 할 필요가 없다고 반박하였다. 프로축구연맹도 이에 대해 전남 드래곤즈가 수원 삼성에 이적료를 줄 필요가 없다고 밝혔다. 후에 계약을 완전이적으로 하게 되어 이적료를 지급하였다.

## 국가대표 경력
2007년 2월 7일 티라나에서 열린 알바니아와의 친선경기에서 마케도니아 국가대표팀에 데뷔하였고, 그 경기에서 A매치 첫 득점을 올렸다. 2007년 K리그의 전북 현대 모터스로 이적한 이후에도 UEFA 유로 2008 예선에서 출전하여 활약하였고, 2008년 포항 스틸러스로 이적한 이후에도 2008년 9월 10일 스코페에서 열린 네덜란드와의 경기 및 2010년 FIFA 월드컵 예선과 각종 친선경기 등에 출전하여 활약하였다.

## 수상

### 클럽

#### 포항 스틸러스
- FA컵: 2008
- K리그 컵: 2009
- AFC 챔피언스리그: 2009

#### 부뇨드코르
- 우즈벡 컵: 2010

### 개인
- 북마케도니아 1부 리그 득점왕: 2004-05, 2005-06